# Анибале I Бентивольо
Вижте пояснителната страница за други личности с името Анибале Бентивольо.
Анибале I Бентивольо (на италиански: Annibale I Bentivoglio; * 1413 в Болоня; † 24 юни 1445 , пак там) е италиански благородник, господар на Болоня (1443 – 1445).

## Произход
Той е извънбрачен син на Антонгалеацо Бентивольо (* 1385, † 1435), управлявал Болоня през 1420 г. 

## Биография
На 10 г., когато демонстрира добър характер и бърза интелигентност, Анибале трябва да последва баща си, принуден да напусне Болоня (на която се опитва да стане господар) поради конфликтите си с папа Мартирий V , търсейки убежище във Флоренция. По-късно, чрез добрите услуги на Риналдо дели Албици и Козимо де Медичи, Антонио успява да се помири с папата и да се премести в негова служба: макар и много млад, Анибале също последва примера на баща си, като се поставя в служба на Църквата , в чиято армия се бие начело на 20 копия (1426 г.). Известно време по-късно е под командването на Микелето Атендоло във войните, водени в Кралство Неапол срещу Алфонсо V Арагонски; в тези операции той печели репутацията на смел военен, както и опит във военните дела, които по-късно използва добре, за да защити своя град.
Междувременно трагичната смърт на баща му (23 декември 1435 г.) насочва вниманието и надеждите на болонците към него, които не могат да толерират тираничното управление на папските служители, но Анибале предпочита да отложи завръщането си в родината.за по-благоприятни за него времена. Тези времена настъпват на 20 май 1438 г. когато  болонците се разбунтуват срещу Апостолическия престол и гонят папските представители и гарнизони с помощта на Николо Пичинино, кондотиер на херцога на Милано; но когато Анибале пристига в Болоня (8 септември 1438 г.), той е на ръба отново да загуби свободата си поради делото на Пичинино, който, след като пристига в града като приятел начело на многобройна армия, започва го доминира, след като окупира замъците на Галиера и се установява в кметството.
През 1441 г. Анибале се завръща в Болоня, където Николо Пичинино управлява като абсолютен господар, поставен начело на града от Висконти, чиято помощ е поискана от самите болонезци. Виждайки в Анибале вероятна опасност за неговите привилегии, Пичинино го залавя и го затваря в замъка Варано близо до Парма, по това време заедно с Пиаченца под миланско управление. Оттук, след трудно бягство, той е освободен на 3 юни 1443 г. от Галеацо Марескоти де Калви и другите му верни.
Връщайки се тайно в Болоня, Анибале стартира продължителен бунт, произтичащ от съюза на всички големи болонски фамилии, целящ да изгони Пичинино. Други източници съобщават, че той се поставя начело на бунта: под негово командване обаче болонците успяват да отблъснат миланските войски на Луиджи Дал Верме, побеждавайки ги в битката при Сан Джорджо ди Пиано (14 август 1443 г. ). След изгонването на Пичинино болонците през 1445 г. избират Анибале за глава на Шестнадесетте реформатори, на практика господар на града.

Превъзходството на Бентивольо предизвика ново недоволство, този път на Канетоли, съперничещо семейство. Анибале се опитва да успокои нещата, като назначава Батиста Канетоли за началник на старейшините, но безуспешно: Канетоли всъщност организират заговор, насочен към получаване на контрол над града. С помощта на семейство Гизлиери устройват засада на Анибале, който отива на кръщение по тяхна покана, и го убиват. Убийството му обаче предизвиква реакция от страна на другите семейства: членовете на семействата Канетоли и Гизлиери са осъдени на смърт или изгонени от Болоня.
Тъй като синът му Джовани е твърде млад и другите благородници отказват да поемат командването на града, Санте Бентивольо, незаконен син на Ерколе Бентивольо, братовчед на Анибале, е назначен за господар.
Погребан е в Параклис „Бентивольо“ в църквата „Сан Джакомо Маджоре“ в Болоня, започнат от него през 1445 г. и завършен от сина му Джовани II през 1486 г.

## Брак и потомство
През 1441 г. херцогът на Милано Филипо Мария Висконти урежда женитбата му с Донина Висконти, дъщеря на Ланчилото Висконти, извънбрачен син на Бернабо Висконти. От нея има син и дъщеря:
- Мария Антония Бентивольо, ∞ 8 февруари 1458 за Сиджизмондо Брандолини, кондотиер, граф на Кастелнуово
- Джовани II Бентивольо (* 12 февруари 1443 в Болоня, † 15 февруари 1508 в Милано)[9], сеньор де факто на Болоня от 1463 до 1506 г., универсално признат за един от най-големите ренесансови принцове; ∞ 2 май 1464 за Джиневра Сфорца (* 1440 в Анкона, † 16 май 1507 в Бусето), извънбрачна дъщеря на Алесандро Сфорца, господар на Пезаро, и вдовица на братовчед му Санте I, от която има 16 деца